# وادي سعيد (ملحان)

تعديل مصدري - تعديل

وادي سعيد هي إحدى قرى عزلة الروضة بمديرية ملحان التابعة لمحافظة المحويت، بلغ تعداد سكانها 383 نسمة حسب تعداد اليمن لعام 2004.